# Fotografiska
Fotografiska ist ein Fotomuseum im Stadtbezirk Södermalm der schwedischen Hauptstadt Stockholm, gegründet von den Brüdern Jan und Per Broman zusammen mit dem Finanzmann Sven Hagströmer als Financier. Zu weiteren Kapitalgebern zählen die Unternehmer Göran Bennich, Joakim Hjerpe und Per Brilioth und der Berliner Investor, Sammler und Fotokünstler Yoram Roth. Das privatfinanzierte Museum bezieht keine staatlichen Fördermittel, profitiert jedoch von einer subventionierten Miete von der kommunalen Stockholmer Hafenverwaltung (Stockholms Hamn AB).

## Gründung
Das Museum wurde am 20. Mai 2010 von der US-amerikanischen Fotografin Annie Leibovitz eröffnet und einen Tag später für Besucher zugänglich gemacht. Der mediale Durchbruch gelang laut Dagens Nyheter mit der Robert-Maplethorpe-Retrospektive 2011. Anders als die Annie-Leibovitz-Ausstellung zuvor, die vom Brooklyn Museum ausgeliehen worden war, wurde diese von der damaligen Fotografiska-Kuratorin Michelle Marie Roy geplant. Bereits 2006 hatten Jan und Per Broman eine Fotomesse (Fotomässan) auf der Stockholmsmässan in Älvsjö gegründet. 2008 organisierten sie eine Pop-Up-Ausstellung mit David LaChapelle auf dem Messegelände (Factory) in Nacka.

## Gebäude
Das Gebäude befindet sich direkt am Wasser (Stockholms ström) im ehemaligen großen Zollhaus (Stora Tullhuset), das 1906–1910 nach Plänen von Ferdinand Boberg im Jugendstil erbaut und von 2007 bis 2010 für rund 250 Millionen Kronen von der Stockholmer Hafenverwaltung renoviert wurde. Die Ausstellungsfläche beträgt 2500 m², insgesamt verfügt der Gebäudekomplex über eine Fläche von 5500 m².

## Restaurant
Im Dachgeschoss des Gebäudes gibt es ein Restaurant. Große Fenster geben einen Blick auf die Stadt.

## Kritik
Der Expressen bemängelte 2014, dass „nicht immer Originaldrucke gezeigt“ würden und bei den Ausstellungen der Eindruck entstünde, es handele sich „um ein Best-Of-Buch […], das ohne besondere Überlegungen und Themen auseinandergeschnitten und an die Wand gehängt wurde.“
Gegen den Beschluss, dass das Moderna Museet und das Nationalmuseum in Stockholm seit 2016 freien Eintritt gewähren, erhoben die Brüder Broman Klage, da sie andernfalls ihr Museum nie gegründet hätten. 2017 wurde bekannt, dass das Besucherwachstum der nicht-staatlichen Museum unter der sogenannten Freier-Eintritt-Reform (“fri entré-reformen”) laut SVT nicht gelitten habe. Kritisiert wurde das Museum von schwedischen Fotografen für seine Vertragskonditionen im Rahmen von Ausstellungen. Im August 2017 warfen das British Journal of Photography und das schwedische Fernsehen in den Kulturnachrichten die Frage auf, inwieweit Fotografiska ein klassisches Museum sei, da es weder über eine eigene Sammlung verfüge noch Forschung betreibe und profitorientiert sei. Darüber hinaus gehöre es nicht dem Verband schwedischer Museen (Riksförbundet Sveriges museer) und dem ICOM-Netzwerk an. Jan Broman verteidigte das Konzept und erläuterte: „Das ist die Geschäftsidee. Dies ist ein Geschäft, Fotografiska ist kein Denkmal für uns. […] Die Ansicht, dass es hässlich wäre, Bilder ohne Fördergelder zu zeigen, ist ziemlich verzerrt. Kunst ist im Grunde genommen superkommerziell.“
Das Fotografiska verzeichnet nach eigenen Angaben über eine halbe Million Besucher jährlich.
Im Oktober 2020 wurde bekannt, dass die Brüder Broman ihre berufliche Tätigkeit für das Museum niederlegen.

## Liste der Zweigstellen
| Stadt         | Eröffnung      | Adresse                                          | Einzelnachweis |
| ------------- | -------------- | ------------------------------------------------ | -------------- |
| Tallinn       | März 2019      | Telliskivi 60a-8, 10412 Tallinn, Estland         | [ 22 ]         |
| New York City | Oktober 2019   | 281 Park Ave S, New York, NY 10010, USA          | [ 23 ]         |
| Berlin        | September 2023 | Oranienburger Str. 54, 10117 Berlin              | [ 24 ]         |
| Shanghai      | Oktober 2023   | No. 127 Guangfu Road, Jing'an District, Shanghai | [ 25 ]         |

Die Pläne für eine Zweigstelle in London wurden verworfen.
In Oslo soll 2027 eine Zweigstelle eröffnet werden.